# Literalismo coránico
El literalismo coránico, conocido como Bila Kayf o Bila Kayfa (en árabe: بلا كيف‎, traducido aproximadamente como «sin preguntar cómo», «no sabiendo cómo ni qué», «sin modalidad») es una forma de resolver problemas teológicos en el Islam sobre el aparente cuestionamiento en los ayas (versos del Corán), basada en aceptarlos sin cuestionar la literalidad de los mismos. Literalmente, Bila Kayf significa «sin cómo», pero figurativamente como «de una manera que se adapte a Su majestad y trascendencia».
Un ejemplo es la aparente contradicción entre las referencias a que Dios tiene características humanas (como la «mano de Dios» o el «rostro de Dios») y el concepto de Dios como trascendental. La posición de atribuir manos reales o un rostro real a Dios se conocía en árabe como tajsim o tashbih (corporealismo o antropomorfismo).
Otra fue la cuestión de cómo el Corán podría ser la palabra de Dios, pero nunca haber sido creado por Dios porque (como testificaron muchos hadices) ha existido siempre.

## Historia
Al-Ash'arī (c. 873–936) originó el uso del término en su desarrollo de la teología ortodoxa ashariyyah contra algunas de las paradojas del racionalista Muʿtazili. En lugar de explicar que Dios tiene un rostro literal, que antropomorfiza a Dios, explicó que los primeros musulmanes simplemente aceptaron los versículos tal como están, sin preguntar cómo ni por qué. Este punto de vista fue sostenido por la gran mayoría de musulmanes sunitas de las primeras generaciones del Islam.[cita requerida]
Otra fuente acredita a Ahmad bin Hanbal, fundador de la escuela hanbalí de fiqh (jurisprudencia islámica) como el creador original de la doctrina.